# مرغ توفان ویلسون
مرغ توفان ویلسون (نام علمی: Oceanites oceanicus) یک پرنده کوچک دریایی از خانواده مرغان طوفان است. این پرنده یکی از پُرجمعیت‌ترین پرندگان در کره زمین است که در اقیانوس‌های اطلس، هند، و آرام یافت می‌شود. این پرنده بیشتر در سواحل و جزیره‌های اقیانوس منجمد جنوبی تولید مثل می‌کند.

## ویژگی‌های ظاهری
طول مرغ توفان ویلسون ۱۶ تا ۱۸/۵ سانتیمتر و عرض بال‌های آن ۳۸ تا ۴۲ سانتیمتر است. این پرنده در خاورمیانه کمیاب است اما گاه به گاه دیده می‌شود. همانند اغلب مرغان توفان، مرغ توفان ویلسون دمگاه‌سفید دارد ولی ویژگی بیرون زدن پاها در انتهای دم مربع‌شکل در پرواز، و گستردگی دمگاه از دو طرف تا بالای دم است. همچنین روتنه و کنارهٔ بال‌ها قهوه‌ای تیره و زیر تنه کاملاً تیره است. پرواز این پرنده به صورت بال زدن همراه با بال‌بازروی است. به دلیل شباهت ظاهری، شناسایی این پرنده از دیگر مرغ‌های توفان بسیار دشوار است.

## زیستگاه
مرغ توفان ویلسون ساکن دریا است و تنها برای تخم‌گذاری به کرانه‌های دریا می‌آید. در ایران، در سواحل و آب‌های نزدیک ساحل دریای عمان دیده شده است.

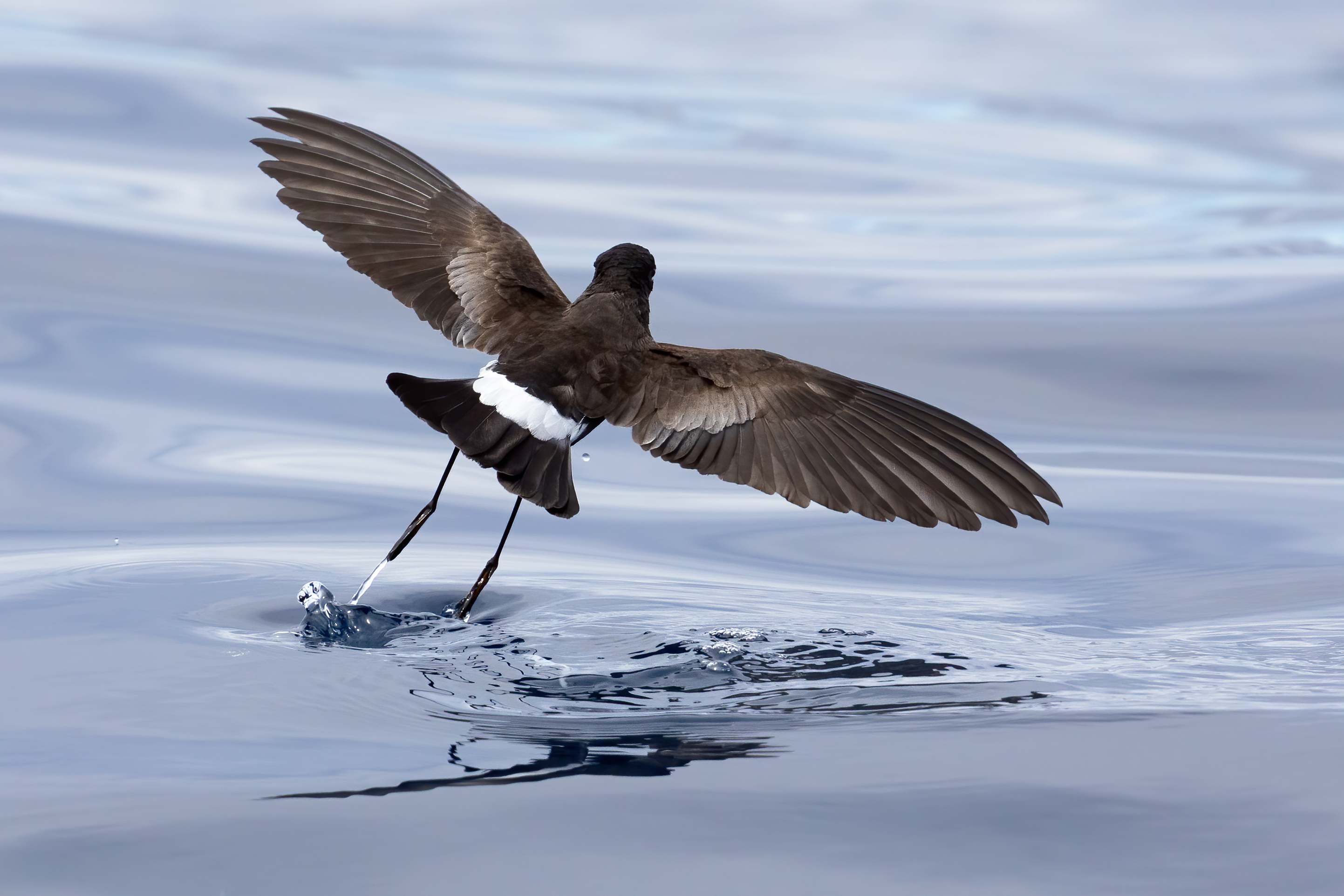
مرغ توفان ویلسون در حال پریدن از روی آب